# Муравейник (Бугурусланський район)
Мураве́йник (рос. Муравейник) — селище у складі Бугурусланського району Оренбурзької області, Росія.

## Населення
Населення — 56 осіб (2010; 41 у 2002).
Національний склад (станом на 2002 рік):
- росіяни — 78 %